# 通宵
通宵，又稱竟夜或達旦，「通」為貫通之意，「宵」指的是夜間，「通宵」即為「貫穿晚上」，一般泛指某個狀態從晚上任何一個時刻開始，並一直維持至日出之後。

## 由來和用詞
通宵一詞最早見於明朝作家無心子所作的《金雀記·守貞》：
|  | 他愛我……通宵徹夜之妙。你與姐姐說，不要輕慢人。 |

後又有魯迅的《華蓋集續編·無花的薔薇之三》：
|  | 乙校昨夜通宵達旦，將赤化書籍完全焚燒矣。 |

其衍生成語則有「通宵徹旦」（指整天整夜）、「通宵達旦」（指從晚上到早上）、「通宵徹夜」（指整個晚上）等。
而當一個人由晚上到另一天的早上一直都在清醒或工作狀態而因此睡眠不足，就會被稱為「熬通宵」、「熬通頂」，類似於一般所說的「熬夜」。

## 通宵營業

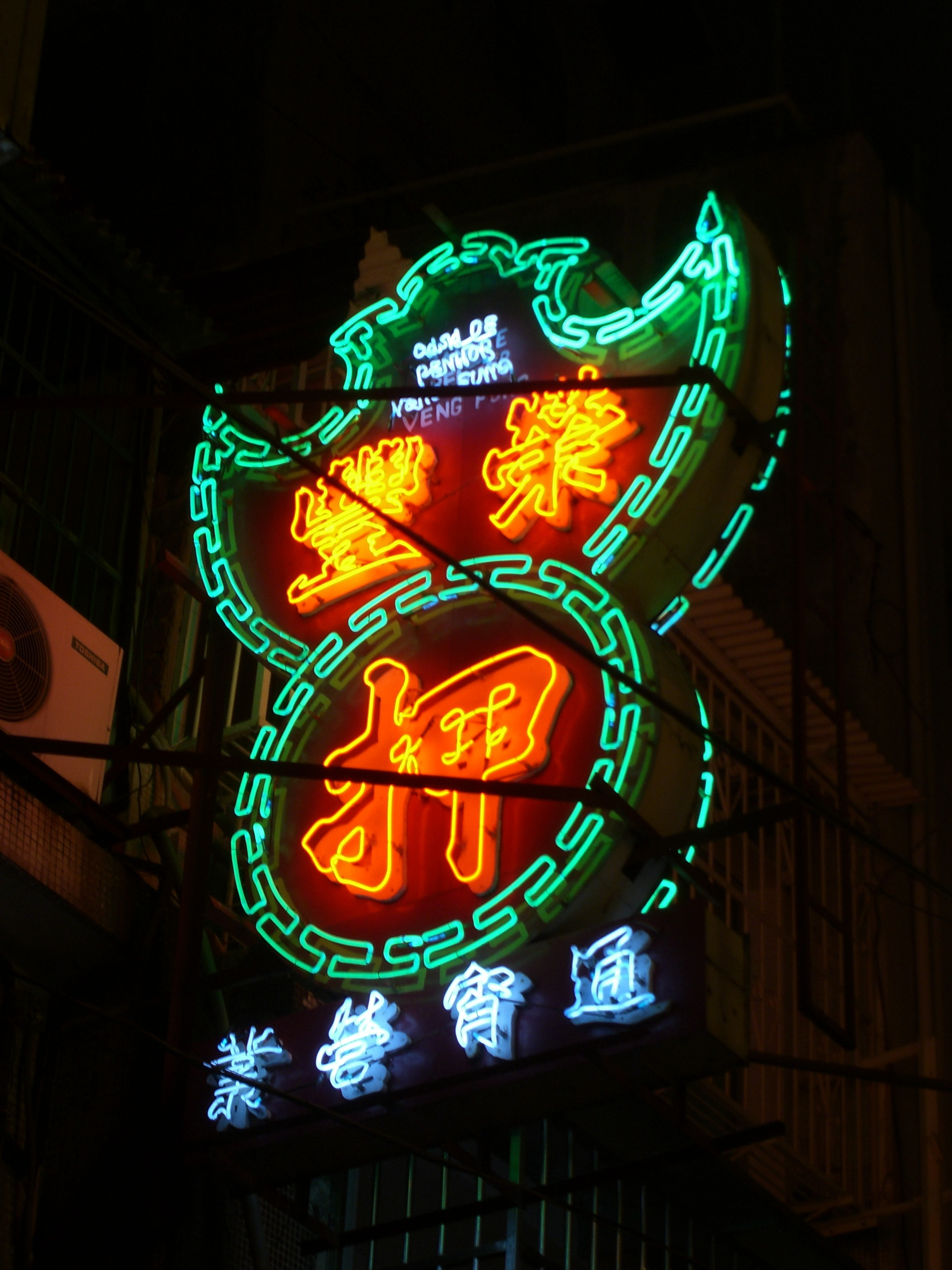
澳門當鋪招牌大都附有「通宵營業」字樣

當某一服務是從晚上到另一天的早上一直提供，此種服務多被稱為「通宵營業」。很多地方都會有通宵營業服務，例如：
- 賭場
- 澳門絕大部分當鋪
- 香港通宵巴士服務
- 部分節日提供通宵列車服務
- 便利商店

## 誤解
有些人會誤以為通宵等同於24小時，這個可能是與一些通宵營業服務實際也為24小時營業的緣故（正確來說「24小時營業」應以「不僅於普通服務時間營業，也於通宵時間營業，除特殊情況外服務連貫不斷」來表達），但通宵本義為整個晚上。